# اسماعیل بن صالح
اسماعیل بن صالح (عربی: إسماعيل بن صالح بن علي الهاشمي) فرمانروای مصر در دوران خلافت عباسی بود.